# Bagun
Bagun – wymarła chorwacka rasa świni domowej typu tłuszczowego.

## Historia
Rasa wywodziła się z północnej Chorwacji, gdzie powstała z lokalnych odmian. Z czasem była tak intensywnie krzyżowana z rasą Middle White, że została przez nią wyparta. Od 1982 uznawana jest za wymarłą, mimo że w okolicach Koprivnicy, Đurđevaca i Viroviticy utrzymywana jest szczątkowa populacja.

## Charakterystyka
Osobniki były średniej wielkości o wadze około 200-250 kilogramów i brudnożółtym lub brudnopłowym umaszczeniu. Świnie miały walcowaty tułów z zaokrąglonymi żebrami, równy i szeroki grzbiet, dobrze rozwiniętą szynkę, małą i krótką głowę, szerokie, krótkie i ostro zakończone uszy, długą i kręconą szczecinę, krótkie oraz drobne kończyny o cienkich kościach.
Świnie łatwo się tuczyły, ale miały niską płodność. W miocie rodziło się 6-7 prosiąt.